# KangaRoos

KangaROOS-Logo

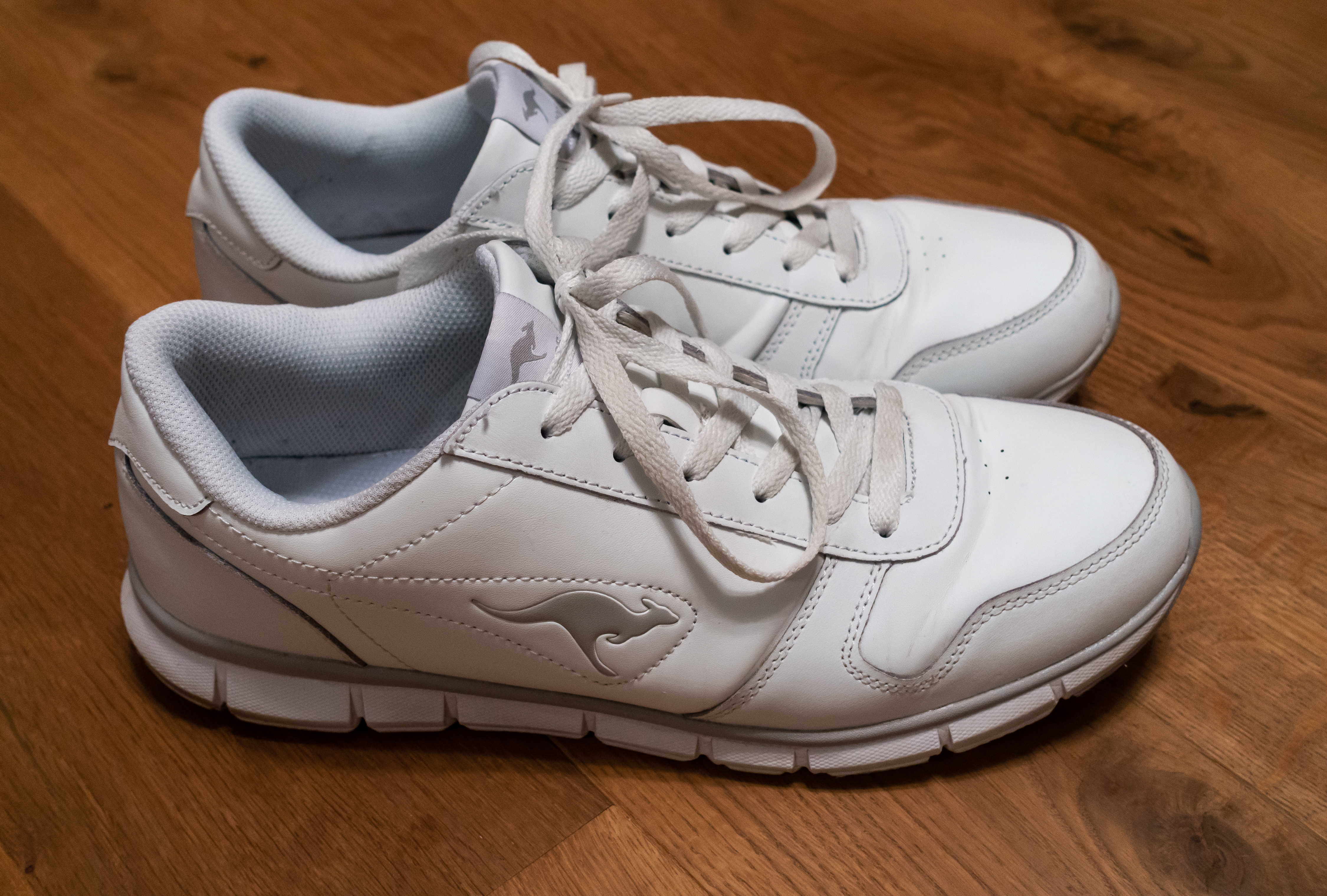
Weiße KangaRoos-Sneakers

KangaROOS ist eine Marke für Sportschuhe der britischen Pentland Group, die auch Besitzerin von Marken wie Ellesse und Speedo ist.

## Markengeschichte
Die Firma KangaROOS wurde im Jahr 1979 von Bob Gamm in den USA in St. Louis gegründet. Der Architekt erfand die Schuhe mit der kleinen Tasche, in der sich kleine Utensilien verstauen lassen. Neben der kleinen Tasche, mit der alle Modelle ausgestattet sind, ist das Känguru-Logo seit 1982 unverändert beibehaltenes Markenzeichen.
In den frühen 1980er Jahren war KangaROOS die am schnellsten wachsende Marke in den USA, wobei zeitweise 700.000 Paar Schuhe pro Monat verkauft wurden. Auf dem Höhepunkt der Popularität um 1985 eröffnete Bob Gamm das „KangaROOS Laboratory & Gymnasium“ auf einem 10.000 m2 großen Gelände, wo die verschiedenen Schuhtypen entwickelt, verbessert und für diverse Sportarten getestet werden konnten. Heute führt die Marke in den USA allerdings nur noch ein Nischendasein, auch wenn sie in den späten 1990ern wieder ein wenig verstärkt vertreten war.
1980 erhielt die Bernd Hummel GmbH aus Pirmasens den Vertriebs- und Lizenzvertrag für Deutschland, Österreich und die Schweiz. Für die Saison Herbst/Winter 1983/84 wurde die erste, noch in den USA entworfene Kollektion auf dem deutschen Markt eingeführt.
1992 erfolgte die Übernahme von KangaROOS durch die Pentland Group plc. in London, und die Bernd Hummel GmbH schloss mit Pentland einen Vertrag als Master Licensee ab, welcher es der Pirmasenser Firma ab diesem Zeitpunkt erlaubte, unabhängig eigene Kollektionen zu entwerfen und speziell auf den deutschen und europäischen Markt abzustimmen. Im August 2002 wurde der Lizenzvertrag mit Pentland um weitere zehn Jahre verlängert. Das Pfälzer Unternehmen ist heute der weltweit größte Lizenznehmer der Marke und besitzt mittlerweile auch die Lizenzrechte für mehrere osteuropäische Länder.